# Riesebyharde

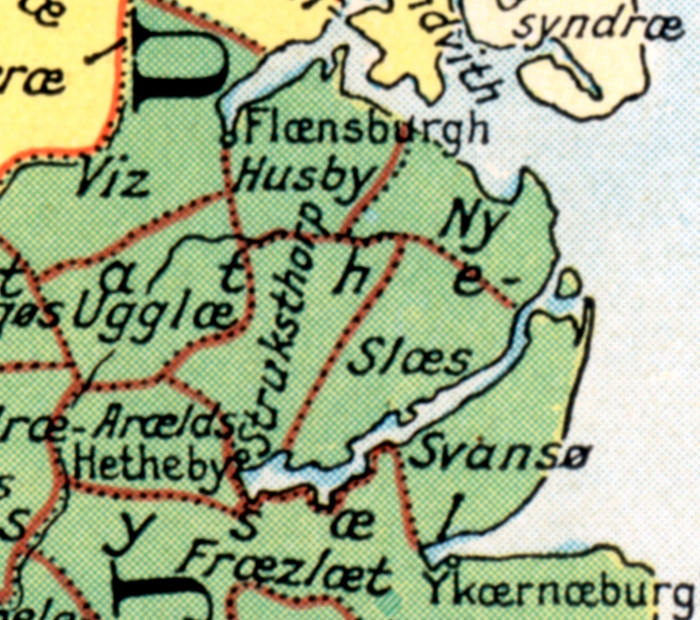
Die zwischen Eckernförder Bucht und Schlei gelegene Riesebyharde (Svansø) um 1250

Die Riesebyharde (dänisch: Risby Herred) war eine Harde im mittelalterlichen Dänemark bzw. im Herzogtum Schleswig (Sønderjylland). Sie liegt im südöstlichen Schleswig auf der zwischen Schlei und Eckernförder Bucht gelegenen Halbinsel Schwansen. Die Harde wurde 1352 unter dem Namen Rysbyherret erstmals schriftlich erwähnt. Die Tingstätte befand sich bei Rieseby. Die Südgrenze der Harde und des nachfolgenden Schwansens Güterdistrikts veränderte sich im Laufe der Jahrhunderte – beispielsweise gehörte Borby zuletzt der Hüttener Harde und der Eckernförder Harde an.
Nach der Etablierung großer Gutshöfe und dem Ende der freien Bauern in Schwansen wurde die Harde administrativ als Schwansens Güterdistrikt innerhalb des Amtes Gottorf gefasst. 1853 wurde sie Teil der Eckernförder Harde.

## Galerie

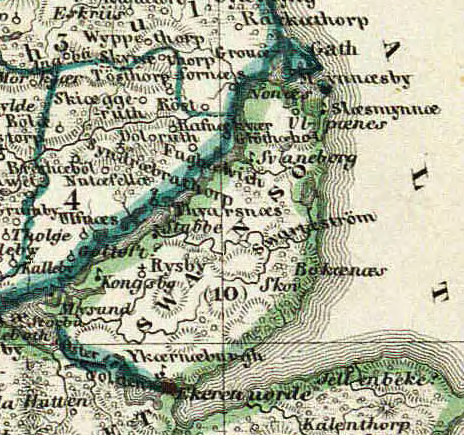
Die Riesebyharde zur Zeit König Waldemars
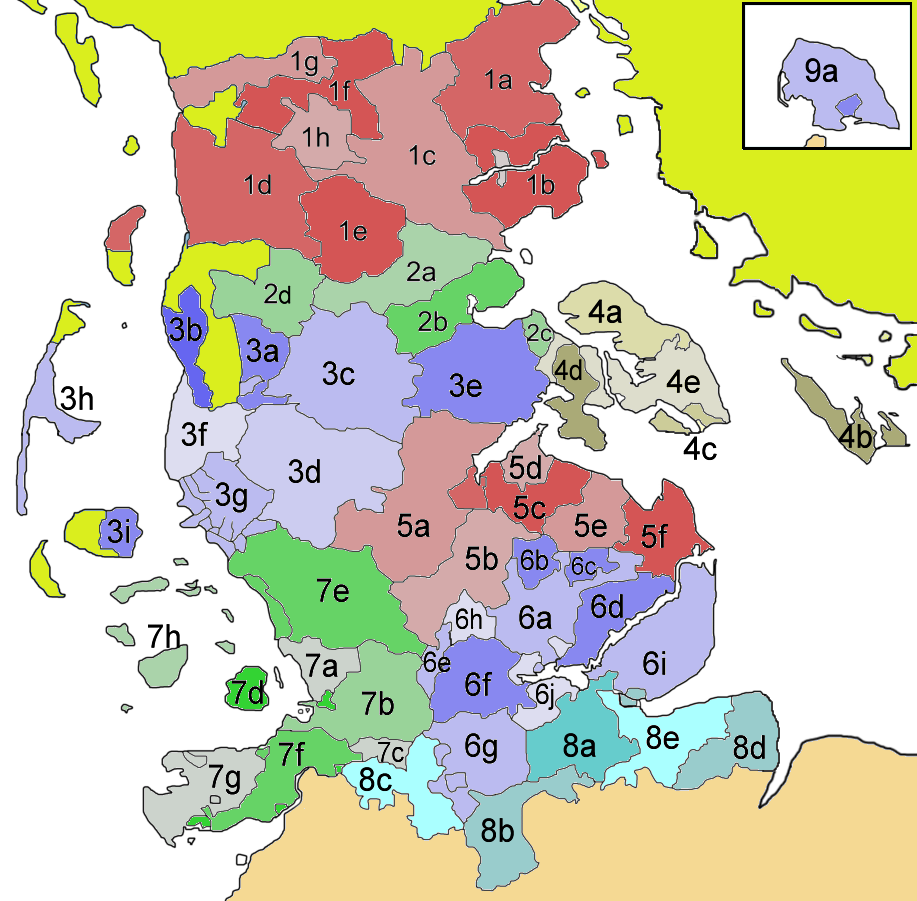
Die Harde (6i), inzwischen in Schwansens Güterdistrikt umbenannt, im Jahr 1836
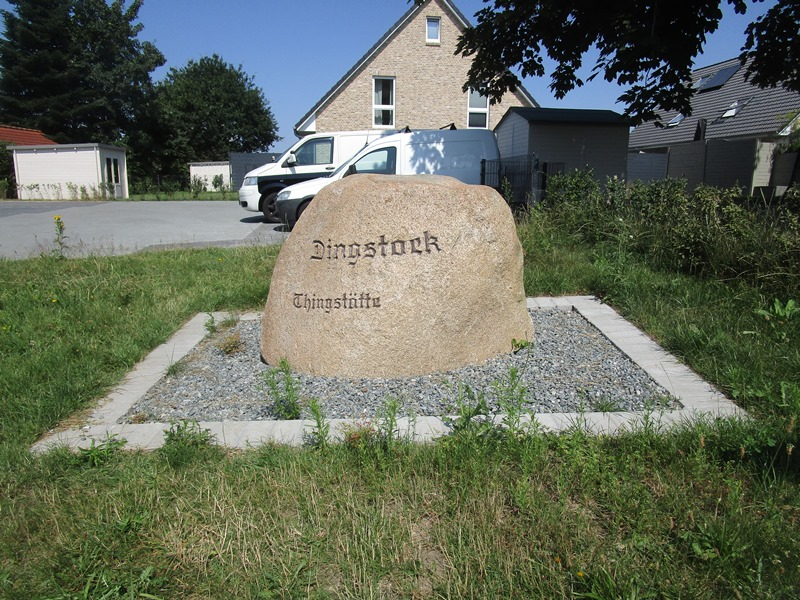
An den früheren Tingplatz der Riesebyharde in Rieseby erinnert heute ein Straßenname und Gedenkstein (Dingstock, dän. Tingstok).